# Konrad Hallenbarter
Konrad «Koni» Hallenbarter (* 1. Dezember 1953 in Obergesteln) ist ein ehemaliger Schweizer Skilangläufer. Er nahm an jeweils drei Olympischen Winterspielen und nordischen Skiweltmeisterschaften teil und wurde 12-mal Schweizer Meister, darunter vier Einzeltitel. Zudem gewann er einige Worldloppetrennen und zweimal die Worldloppet-Gesamtwertung.

## Werdegang
Hallenbarter, der für den SC Obergoms startete, trat national erstmals bei den Schweizer Meisterschaften 1973 in Erscheinung. Dort wurde er Meister mit der Staffel. Diesen Titel gewann er ebenfalls in den Jahren 1974, 1975, 1977 und 1978. Im März 1977 errang er beim 50-km-Lauf beim Holmenkollen Skifestival den zehnten Platz. In der Saison 1977/78 gewann er erstmals den Nachtlanglauf Im Fang und belegte bei den nordischen Skiweltmeisterschaften 1978 in Lahti den 43. Platz über 30 km und den 17. Rang über 50 km. Nach einem Verkehrsunfall im Sommer 1978, bei dem er sich den Unterschenkel brach, konnte er sich erst verspätet für den Winter vorbereiten. Dies führte dazu, dass er erst spät im Winter wieder Top-Platzierungen errang. Dabei wurde er wieder wie in den Vorjahren Schweizer Meister mit der Staffel und Zweiter hinter Alois Oberholzer beim Engadin Skimarathon. In der Saison 1979/80 holte er bei den Schweizer Meisterschaften 1980 in Lenk über 15 km seinen ersten Einzeltitel und errang zudem den dritten Platz über 30 km, den zweiten Platz über 50 km und erneut den ersten Platz mit der Staffel. Beim Saisonhöhepunkt, den Olympischen Winterspielen 1980 in Lake Placid, kam er auf den 29. Platz über 15 km und zusammen mit Hans-Ueli Kreuzer, Edi Hauser und Gaudenz Ambühl auf den siebten Rang in der Staffel. Nach jeweils Platz eins über 30 km in Obergoms und beim Nachtlanglauf Im Fang und Rang fünf beim Weltcup in Kastelruth über 30 km zu Beginn der Saison 1980/81 errang er den zweiten Platz über 15 km in Le Brassus und den ersten Platz beim Zermatter Nachtlanglauf. Bei den folgenden Schweizer Meisterschaften siegte er über 15 km, 30 km und mit der Staffel. Im Rennen über 50 km wurde er hinter Franz Renggli Zweiter. Es folgten Siege beim 15-km-Rennen in Feutersoey und beim 50-km-Rennen bei den Lahti Ski Games. Zudem lief er in Kuopio bei den Puijo-Spielen auf den zweiten Platz über 30 km und in Les Diablerets auf den dritten Platz über 12 km. In der folgenden Saison wurde er Zweiter über 15 km in Valsassina und siegte erneut beim Zermatter Nachtlanglauf. Bei den folgenden Schweizer Meisterschaften holte er Silber über 15 km und Gold über 50 km. Zudem wurde er Sechster über 30 km und Vierter mit der Staffel. Es folgte Platz eins über 15 km in Feutersoey. Beim Saisonhöhepunkt, den nordischen Skiweltmeisterschaften 1982 in Oslo, kam er auf den 36. Platz über 30 km, auf den 17. Rang über 50 km und auf den neunten Platz mit der Staffel. Im März 1982 wurde er Fünfter beim Engadin Skimarathon und Vierter über 15 km bei den Lahti Ski Games.
Zu Beginn der Saison 1982/83 errang Hallenbarter in Oberwald den zweiten Platz über 30 km und siegte beim Nachtlanglauf Im Fang und erneut beim Zermatter Nachtlanglauf. Bei den folgenden Schweizer Meisterschaften 1983 holte er mit der Staffel und über 50 km jeweils Bronze und über 30 km Silber. Ende Februar 1983 gewann den 76-km-Lauf beim Transjurassienne. Im März 1983 lief er beim Wasalauf mit 3 Stunden und 58 Minuten neuen Streckenrekord und blieb als Erster unter vier Stunden. Nach jeweils Platz zwei beim 30-km-Lauf in Oberwald und beim Nachtlanglauf Im Fang zu Beginn der Saison 1983/84 wurde er bei den Schweizer Meisterschaften 1984 über 15 km, 30 km und 50 km ebenfalls jeweils Zweiter und gewann erneut den Zermatter Nachtlanglauf. Beim Saisonhöhepunkt, den Olympischen Winterspielen 1984 in Sarajevo, kam er über 15 km und 30 km jeweils auf den 28. Platz, über 50 km auf den neunten Rang und zusammen mit Giachem Guidon, Joos Ambühl und Andy Grünenfelder auf den fünften Platz in der Staffel. Es folgten Platz zehn beim Wasalauf und sein erster Sieg beim Engadin Skimarathon. Auch zu Beginn der Saison 1984/85 errang er in Oberwald den zweiten Platz. Es folgten Siege beim Nachtlanglauf Im Fang, beim Zermatter Nachtlanglauf und zusammen mit Daniel Sandoz im Teamrennen in Furtwangen. Bei den nordischen Skiweltmeisterschaften 1985 in Seefeld in Tirol belegte er den 31. Platz über 15 km, den 18. Rang über 50 km und den zehnten Platz über 30 km. Zudem lief er dort zusammen mit Giachem Guidon, Gaudenz Ambühl und Andy Grünenfelder auf den fünften Platz in der Staffel. Im Februar 1985 wurde er jeweils Vierter über 15 km bei den Schweizer Meisterschaften in Einsiedeln und beim Transjurassienne und triumphierte beim Koasalauf über 62 km. Im folgenden Monat errang er beim Engadin Skimarathon den zweiten Platz hinter Andy Grünenfelder. In der Saison 1985/86 siegte er in Splügen über 15 km, in Oberwald über 30 km, beim Nachtlanglauf Im Fang und in La Fouly über 15 km. Zudem nahm er ab dieser Saison an Worldloppetrennen teil und triumphierte beim Dolomitenlauf, beim König-Ludwig-Lauf, beim Sapporo International Ski Marathon, beim Transjurassienne und beim Engadin Skimarathon und wurde damit Worldloppet-Gesamtsieger. In der folgenden Saison gewann er in Les Haudères über 15 km, den Schwarzwald-Skimarathon über 60 km sowie den American Birkebeiner und wurde beim Dolomitenlauf und Engadin Skimarathon jeweils Dritter. Er errang damit den zweiten Platz in der Worldloppet-Gesamtwertung. In der Saison 1987/88 triumphierte er beim Dolomitenlauf sowie beim König-Ludwig-Lauf und errang beim Engadin Skimarathon den zweiten Platz, beim Marcialonga den dritten Platz und beim Gatineau Loppet sowie beim Birkebeinerrennet jeweils den vierten Platz. Bei den Olympischen Winterspielen 1988 in Calgary nahm er am 15-km-Lauf teil, welchen er aber vorzeitig beendete.
In der folgenden Saison kam Hallenbarter auf den dritten Platz in der Worldloppet-Gesamtwertung. Dabei siegte er erneut beim Sapporo International Ski Marathon und wurde beim American Birkebeiner Zweiter. Zudem gewann er in La Fouly über 30 km, den Zermatter Nachtlanglauf, den Surselva-Marathon und in Les Cernets über 33 km. In der folgenden Saison lief er beim American Birkebeiner auf den zweiten Platz und gewann zum dritten Mal den Engadin Skimarathon. Er holte damit seinen zweiten Gesamtsieg in der Worldloppetwertung. Bei den Schweizer Meisterschaften 1990 gewann er Bronze mit der Staffel. Nach der Saison beendete er seine Karriere als Spitzensportler. In den folgenden Jahren nahm er noch an nationalen Rennen teil. Dabei gewann er im Jahr 1993 den Survelva-Marathon und im folgenden Jahr zum sechsten Mal den Gommerlauf.
Seit Beginn der 1990er Jahre führt er eine Langlaufschule in Obergesteln.
Sein Neffe Simon Hallenbarter war als Biathlet aktiv.

## Erfolge

### Teilnahmen an Weltmeisterschaften und Olympischen Winterspielen

#### Olympische Winterspiele
- 1980 Lake Placid: 7. Platz Staffel, 29. Platz 15 km
- 1984 Sarajevo: 5. Platz Staffel, 9. Platz 50 km, 28. Platz 15 km, 28. Platz 30 km
- 1988 Calgary: DNF 15 km klassisch

#### Nordische Skiweltmeisterschaften
- 1978 Lahti: 17. Platz 50 km, 43. Platz 30 km
- 1982 Oslo: 9. Platz Staffel, 17. Platz 50 km, 36. Platz 30 km
- 1985 Seefeld in Tirol: 5. Platz Staffel, 10. Platz 30 km, 18. Platz 50 km, 31. Platz 15 km

### Medaillen bei nationalen Meisterschaften
- 1973: Gold mit der Staffel
- 1974: Gold mit der Staffel
- 1975: Gold mit der Staffel
- 1976: Silber mit der Staffel
- 1977: Gold mit der Staffel
- 1978: Gold mit der Staffel
- 1979: Gold mit der Staffel
- 1980: Gold über 15 km, Gold mit der Staffel, Silber über 50 km, Bronze über 30 km
- 1981: Gold über 15 km, Gold über 30 km, Gold mit der Staffel, Silber über 50 km
- 1982: Gold über 50 km, Silber über 15 km
- 1983: Silber über 30 km, Bronze über 50 km, Bronze mit der Staffel
- 1984: Silber über 15 km, Silber über 30 km, Silber über 50 km
- 1990: Bronze mit der Staffel

### Siege bei Skilanglaufrennen
- 1976, 1979, 1980, 1990, 1991, 1994: Gommerlauf, 21 km
- 1981: Lahti Ski Games, 50 km
- 1981–1985, 1989: Zermatter Nachtlanglauf, 7,5 km
- 1983, 1986: Transjurassienne, 76 km
- 1983: Wasalauf, 90 km
- 1984, 1986, 1990: Engadin Skimarathon, 42 km
- 1985: Koasalauf, 62 km
- 1986: König-Ludwig-Lauf, 50 km
- 1986, 1988: Dolomitenlauf, 60 km
- 1986, 1989: Sapporo International Ski Marathon, 50 km
- 1987: American Birkebeiner, 44 km
- 1988: König-Ludwig-Lauf, 65 km

### Gesamtweltcup-Platzierungen
| Saison  | Platz | Punkte |
| ------- | ----- | ------ |
| 1980/81 | 18.   | 40     |
| 1981/82 | 59.   | 7      |
| 1982/83 | 38.   | 19     |
| 1983/84 | 23.   | 35     |
| 1984/85 | 43.   | 14     |